# Vaux-sur-Mer
Vaux-sur-Mer är en kommun i departementet Charente-Maritime i regionen Nouvelle-Aquitaine i sydvästra Frankrike. Kommunen ligger  i kantonen Royan som ligger i arrondissementet Rochefort. År 2022 hade Vaux-sur-Mer 4 030 invånare.

## Befolkningsutveckling
Antalet invånare i kommunen Vaux-sur-Mer
Referens:INSEE